# Vinnufossen
Vinnufossen é uma queda de água no rio Vinnu, localizada no município de Sunndal, na Noruega.
O rio Vinnu recebe a água proveniente da geleira Vinnufonna, a qual cai de um penhasco (com cerca de mil metros) em direção ao vale, que está cerca de cem metros acima do nível do mar, desembocando no rio Driva. O rio tem um fluxo de água relativamente baixa, o qual varia consideravelmente com o derretimento das geleiras e com as chuvas.
Supõe-se que a queda total é de cerca de 860 m, tornando a Vinufossen a sexta cachoeira mais alta do mundo.